# V453 Близнецов
V453 Близнецов (лат. V453 Geminorum) — двойная затменная переменная звезда типа W Большой Медведицы (EW) в созвездии Близнецов на расстоянии приблизительно 2 248 световых лет (около 689 парсек) от Солнца. Видимая звёздная величина звезды — от +13,1m до +12,8m. Орбитальный период — около 0,3599 суток (8,6364 часа).

## Характеристики
Первый компонент — жёлтый карлик спектрального класса G0V. Радиус — около 1,52 солнечного, светимость — около 2,408 солнечных. Эффективная температура — около 5837 К.
Второй компонент — жёлтый карлик спектрального класса G.